# Lijst van voetbalinterlands Andorra - België
Deze lijst van voetbalinterlands is een overzicht van alle officiële voetbalwedstrijden tussen de nationale teams van Andorra en België. De landen hebben tot op heden vier keer tegen elkaar gespeeld. De eerste ontmoeting, een kwalificatiewedstrijd voor het Europees kampioenschap voetbal 2004, was op 12 oktober 2002 in Andorra la Vella. Het laatste duel, een kwalificatiewedstrijd voor het Europees kampioenschap voetbal 2016, vond plaats op 10 oktober 2015 in Andorra la Vella.

## Wedstrijden
| № | Plaats           | Datum           | Competitie           | Wedstrijd        | Uitslag |
| - | ---------------- | --------------- | -------------------- | ---------------- | ------- |
| 1 | Andorra la Vella | 12 oktober 2002 | EK 2004 kwalificatie | Andorra – België | 0 – 1   |
| 2 | Gent             | 11 juni 2003    | EK 2004 kwalificatie | België – Andorra | 3 – 0   |
| 3 | Brussel          | 10 oktober 2014 | EK 2016 kwalificatie | België – Andorra | 6 – 0   |
| 4 | Andorra la Vella | 10 oktober 2015 | EK 2016 kwalificatie | Andorra – België | 1 – 4   |

## Samenvatting
| Competitie      | Totaal gespeeld | Winst Andorra | Gelijk | Winst België | Doelsaldo Andorra – België |
| --------------- | --------------- | ------------- | ------ | ------------ | -------------------------- |
| EK-kwalificatie | 4               | 0             | 0      | 4            | 1 − 14                     |
| Totaal          | 4               | 0             | 0      | 4            | 1 − 14                     |

Wedstrijden bepaald door strafschoppen worden, in lijn met de FIFA, als een gelijkspel gerekend.

## Details

### Derde ontmoeting
| EK 2016 kwalificatie (scheidsrechter Sergiej Bojko, Brussel, 10 oktober 2014): |              | |
| België | 6 – 0        | Andorra |
| Kevin De Bruyne 31' (pen.) Kevin De Bruyne 34' Nacer Chadli 37' Divock Origi 59' Dries Mertens 65' Dries Mertens 68'                                                                   | goals        | |
| Marc Wilmots | bondscoach   | Koldo Álvarez |
| Thibaut Courtois Vincent Kompany 55' Nicolas Lombaerts Toby Alderweireld Steven Defour Radja Nainggolan Jan Vertonghen Nacer Chadli 61' Kevin De Bruyne Dries Mertens Divock Origi 66' | opstellingen | Ferran Pol Ildefons Lima 61' Jordi Rubio Emili García Marc Vales 78' Cristian Martínez David Maneiro Moisés San Nicolás Josep Ayala Marcio Vieira 72' Gabi Riera |
| Sébastien Pocognoli 55' Marouane Fellaini 61' Romelu Lukaku 66' | wissels      | 61' Iván Lorenzo 72' Marc García Renom 78' Sergi Moreno |
| | gele kaarten | 20' Marcio Vieira 30' Josep Ayala 75' Iván Lorenzo 89' Moisés San Nicolás                                                                                        |

### Vierde ontmoeting
| EK 2016 kwalificatie (scheidsrechter Paweł Gil, Andorra la Vella, 10 oktober 2015):                                                                                   |              | |
| Andorra | 1 – 4        | België |
| Ildefons Lima 51' (pen.) | goals        | 19' Radja Nainggolan 42' Kevin De Bruyne 56' (pen.) Eden Hazard 64' Laurent Depoitre                                                                                             |
| Koldo Álvarez | bondscoach   | Marc Wilmots |
| Ferran Pol Ildefons Lima Óscar Sonejee 62' Jordi Rubio Marc García Renom Moisés San Nicolás Max Llovera Marcio Vieira 86' Victor Moreira 72' Marc Rebés Aaron Sánchez | opstellingen | Simon Mignolet Jan Vertonghen Toby Alderweireld 81' Thomas Meunier Jordan Lukaku Axel Witsel Radja Nainggolan 79' Eden Hazard Kevin De Bruyne 72' Dries Mertens Laurent Depoitre |
| Adri Rodrígues 62' Gabi Riera 72' Edu Peppe 86' | wissels      | 72' Nacer Chadli 79' Zakaria Bakkali 81' Luis Pedro Cavanda |
| Marc Rebés 12' Óscar Sonejee 41' Gabi Riera 77' Marc García Renom 83'                                                                                                 | gele kaarten | 28' Jordan Lukaku 50' Jan Vertonghen 72' Laurent Depoitre |
| - Debuut van Luis Pedro Cavanda (Trabzonspor), Jordan Lukaku (KV Oostende) en Laurent Depoitre (AA Gent) voor België.                                                 |              | |

FAF · A-internationals · Statistieken · Bondscoaches · Andorrees vrouwenelftal · Andorra U21 · Andorra U20 · Andorra U19 · Andorra U18 · Andorra U17 · Andorra U16
1990 – 1999 · 2000 – 2009 · 2010 – 2019 · 2020 − 2029
1996 · 1997 · 1998 · 1999 · 2000 · 2001 · 2002 · 2003 · 2004 · 2005 · 2006 · 2007 · 2008 · 2009 · 2010 · 2011 · 2012 · 2013 · 2014 · 2015 · 2016 · 2017 · 2018 · 2019 · 2020 · 2021 · 2022 · 2023 · 2024
Albanië ·
Armenië ·
Azerbeidzjan ·
België ·
Bolivia ·
Bosnië en Herzegovina ·
Brazilië ·
Bulgarije ·
China ·
Cyprus ·
Engeland ·
Equatoriaal-Guinea ·
Estland ·
Faeröer ·
Finland ·
Frankrijk ·
Gabon ·
Georgië ·
Gibraltar ·
Grenada ·
Hongarije ·
Ierland ·
IJsland ·
Indonesië ·
Israël ·
Kaapverdië ·
Kazachstan ·
Kosovo ·
Kroatië ·
Letland ·
Liechtenstein ·
Litouwen ·
Malta ·
Moldavië ·
Nederland ·
Noord-Ierland ·
Noord-Macedonië ·
Oekraïne ·
Oostenrijk ·
Polen ·
Portugal ·
Qatar ·
Roemenië ·
Rusland ·
Saint Kitts en Nevis ·
San Marino ·
Slowakije ·
Spanje ·
Tsjechië ·
Turkije ·
Verenigde Arabische Emiraten ·
Wales ·
Wit-Rusland ·
Zuid-Afrika ·
Zwitserland
KBVB · A-internationals · Selecties · Statistieken · Bondscoaches · Belgisch vrouwenelftal · Olympisch elftal · België U21 · België U20 · België U19 · België U18 · België U17 · België U16 · Vrouwen U19 · Vrouwen U17
Albanië ·
Algerije ·
Andorra ·
Argentinië ·
Armenië ·
Australië ·
Azerbeidzjan ·
Bosnië en Herzegovina · 
Brazilië ·
Bulgarije ·
Burkina Faso ·
Canada ·
Chili ·
Colombia ·
Costa Rica ·
Cyprus ·
DDR ·
Denemarken ·
Duitsland ·
Egypte ·
El Salvador ·
Engeland ·
Estland ·
Faeröer ·
Finland ·
Frankrijk ·
Gabon ·
Gibraltar ·
Griekenland ·
Hongarije ·
Ierland ·
IJsland ·
Irak ·
Israël ·
Italië ·
Ivoorkust ·
Japan ·
Joegoslavië ·
Kazachstan ·
Kroatië · 
Letland ·
Litouwen ·
Luxemburg ·
Malta ·
Marokko ·
Mexico ·
Montenegro · 
Nederland ·
Noord-Ierland ·
Noord-Macedonië ·
Noorwegen ·
Oekraïne ·
Oostenrijk ·
Panama · 
Paraguay ·
Peru ·
Polen ·
Portugal ·
Qatar ·
Roemenië ·
Rusland ·
San Marino ·
Saoedi-Arabië ·
Schotland ·
Servië ·
Servië en Montenegro ·
Slovenië ·
Slowakije ·
Sovjet-Unie ·
Spanje ·
Tsjechië ·
Tsjecho-Slowakije ·
Tunesië · 
Turkije · 
Uruguay · 
Verenigde Staten · 
Wales · 
Wit-Rusland ·
Zambia · 
Zuid-Korea · 
Zweden · 
Zwitserland
Algerije (2014) ·
Argentinië (2014) · 
Brazilië (2018) · 
Canada (2022) · 
Denemarken (2021) · 
Engeland (2018, 1) · 
Engeland (2018, 2) · 
Finland (2021) · 
Frankrijk (1904) ·
Frankrijk (2018) · 
Ierland (2016) · 
Italië (2016) · 
Italië (2021) · 
Japan (2018) · 
Kroatië (2022) · 
Marokko (2022) · 
Nederland (1985) · 
Panama (2018) ·
Polen (1982) · 
Portugal (2021) · 
Rusland (2014) · 
Rusland (2021) · 
Sovjet-Unie (1982) · 
Tunesië (2018) · 
Verenigde Staten (2014) ·
West-Duitsland (1980) · 
Zuid-Korea (2014)